# La rosa y la espada
Astérix, la rosa y la espada es el vigésimo noveno tomo de la serie en español de historietas Astérix, creado en solitario por Albert Uderzo (guion y dibujos).

## Argumento
Tras la marcha de Asuranceturix al bosque cansado de los continuos desprecios de los aldeanos a su más que dudoso arte, los pueblerinos deciden traer a un bardo extranjero procedente de Lutecia. Así, la aldea gala se ve sacudida por una revolución femenina con la llegada de una bardesa llamada Magistra y sus ideas sobre la emancipación femenina. Pronto, las ideas feministas radicales de Magistra acabarán calando en las mujeres de la aldea, trayendo como consecuencia un golpe de Estado que derroca a Abraracurcix en beneficio de su esposa Karabella quien es nombrada nueva jefa tras la implantación de una ginocracia. Esta revolución en el pueblo pronto adquiere tintes totalitarios, provocando que todos los hombres abandonen el pueblo, incluyendo a Panoramix, quién se niega a acatar una injusta condena a del consejo femenino a Astérix. Con esta complicada situación de fondo, César pone en marcha un nuevo plan para tratar de someter a la aldea: un batallón de soldados femenino que intentará conquistar la aldea, ya que, según las leyes galas, los galos no pueden pegar a las mujeres. 
Pronto, Asterix y Magistra comprenden que, si no trabajan juntos, la aldea, y por extensión, su modo de vida, desaparecerán para siempre.